# 盖勒特浴场
47°29′1.35″N 19°3′3.5″E / 47.4837083°N 19.050972°E

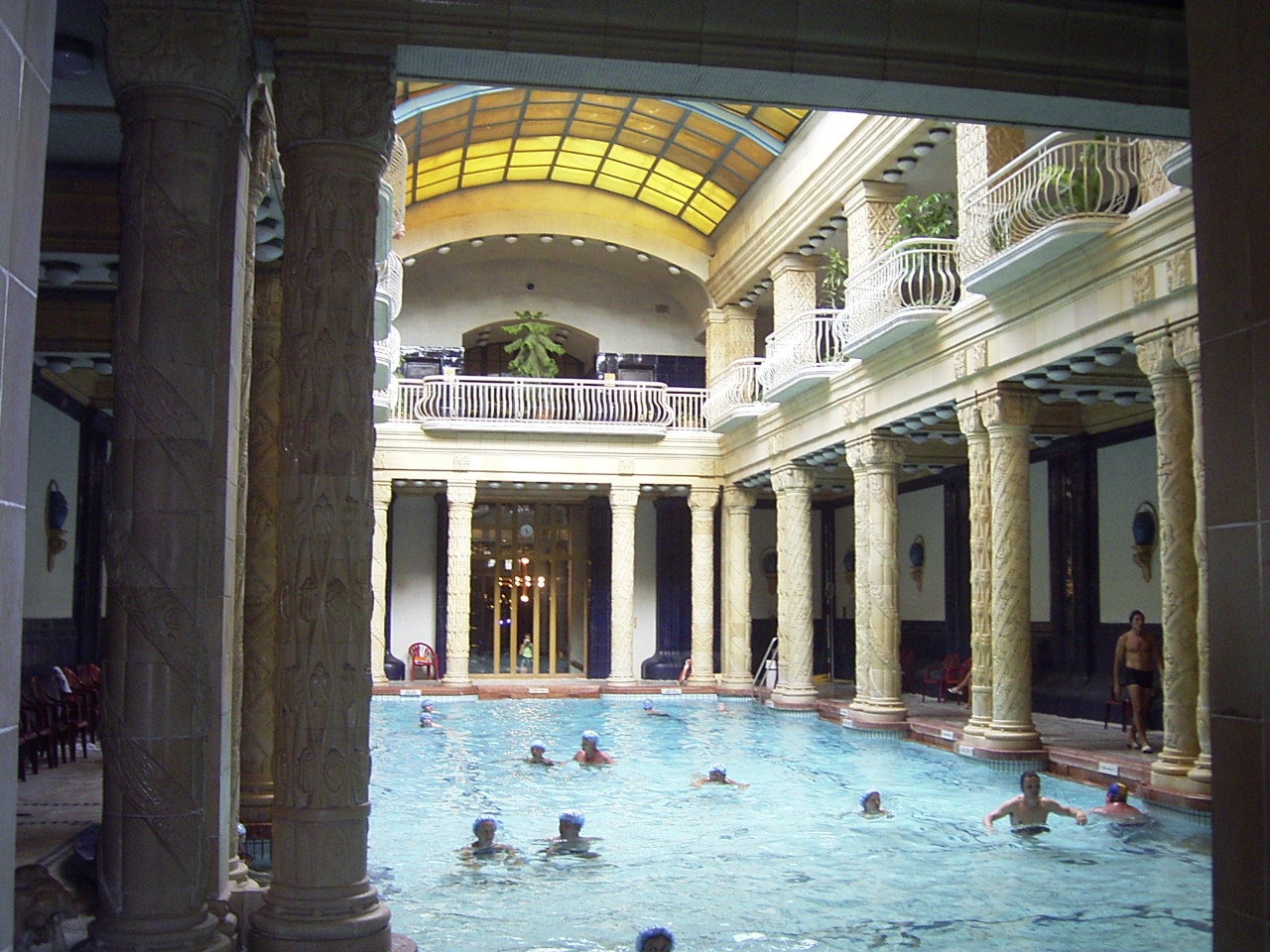
泡腾游泳池

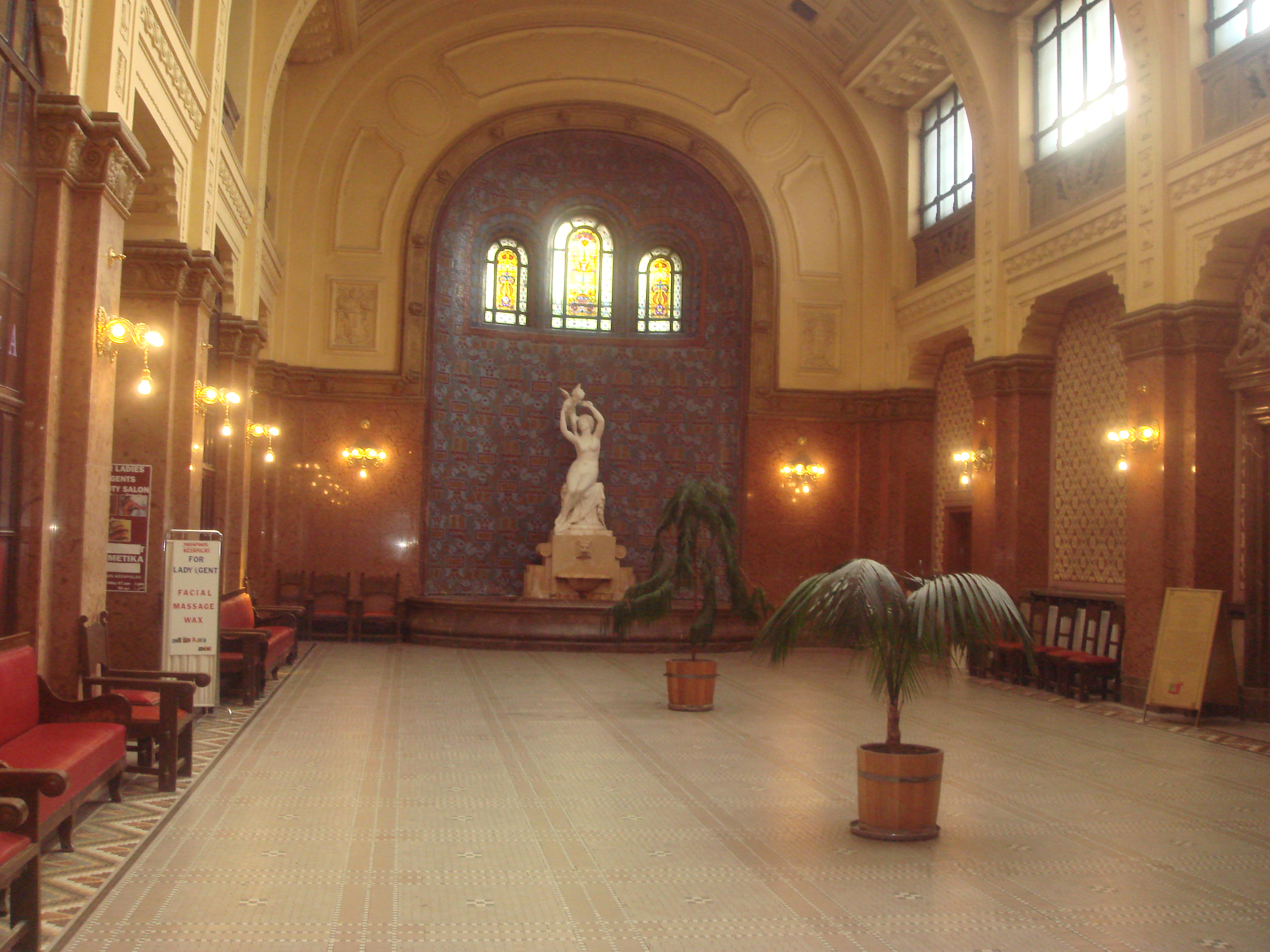
入口大厅

盖勒特浴场 （Gellért fürdő）是匈牙利首都布达佩斯的一个温泉浴场，修建于1912年到1918年（维也纳分离派）新艺术运动风格。二战期间被毁坏，后来重建。 
早在13世纪，就发现这里的温泉具有治疗效果。中世纪时期这里设有一所医院。奥斯曼帝国统治期间，这一地点兴建了浴场。 
盖勒特浴场包括小型的温泉浴池，水源来自盖勒特山含矿物质的热水温泉，水中含有钙，镁，碳酸氢盐，碱，氯离子，硫酸盐，和氟化物。有两种不同的温泉浴场，浴池墙上设有标志，分别为大约36 ° C和38 ° C，温泉浴池装饰着精美的马赛克瓷砖。浴场还包括桑拿和按摩池（按性别），一个露天游泳池，可以每10分钟产生人造波浪，和一个泡腾游泳池。还设有带冷水池的芬兰桑拿浴和儿童游泳池。并设有按摩师服务。
盖勒特浴场还提供医疗服务。